# Гундзо

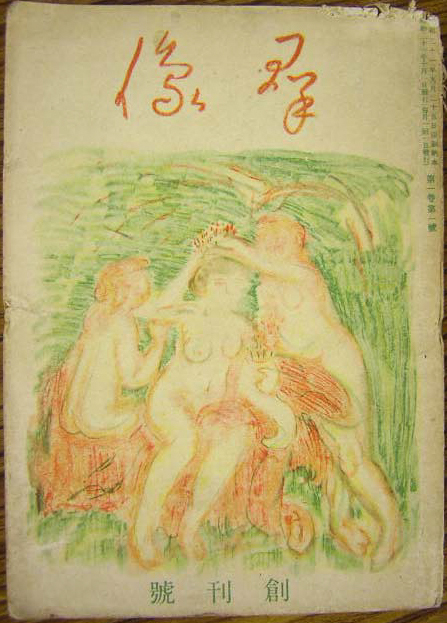
Обложка первого номера, вышедшего в октябре 1946 года.

Гундзо (яп. 群像 гундзо:, «Арт-группа») — японский ежемесячный литературный журнал, выпускаемый издательским домом «Коданся». Первый выпуск опубликован в октябре 1946 года. Ориентирован на публикацию литературы дзюнбунгаку. Журналом курируется собственная литературная премия для дебютантов, а также обеспечивается информационная поддержка премии Номы и премии Номы для дебютантов, учреждённым также издательством «Коданся». Наряду с журналами «Синтё», «Бунгакукай», «Субару» и «Бунгэй» входит в пятёрку ведущих японских толстых литературных журналов. Среди остальных журналов выделяется особым форматом литературной критики: специальный раздел посвящён критике произведений, выдвигающихся на премию журнала для дебютантов; практикуется также одновременный анализ одного сочинения тремя разными критиками; публикуются анонимные рецензии. Деятельность журнала во многом направлена на открытие новых талантов как среди писателей, так и критиков. В числе видных литераторов, активно сотрудничающих с журналом, Кадзусигэ Абэ, Кэндзабуро Оэ, Кодзин Каратани, Ёрико Сёно, Гэнъитиро Такахаси, Синъити Накадзава, Харуки Мураками, Рю Мураками, Ацуси Мори.